# Cybaeus shingenni
Cybaeus shingenni är en spindelart som beskrevs av Komatsu 1968. Cybaeus shingenni ingår i släktet Cybaeus och familjen vattenspindlar. Inga underarter finns listade i Catalogue of Life.